# 전규홍
전규홍(全奎弘, 1906년 ~ 2001년 5월 29일)은 대한민국의 공무원이다. 총무처장과 주서독 대사를 역임하였다.
평양 출신으로, 도쿄 주오대학교 법학 학사, 미국 콜로라도주 센좀 대학 법문학 석사, 미국 시카고시 로욜라 대학 법학대학원 법학 박사 학위를 취득하였다.
미군정청 특별검찰청장, 법무부 차관을 역임하였으며, 1948년 12월 7일부터 12월 12일까지 프랑스 파리에서 열린 제3차 국제 연합 총회에 대한민국의 유엔승인을 위한 한국 대표단으로서 장면(단장), 장기영, 김활란, 조병옥, 정일형, 김우평, 김준구와 함께 참석하였다. 또한 1951년 제6차 국제 연합 총회에도 한국 대표단으로서 장면(단장), 임병직, 장택상, 이묘묵, 안연생과 함께 참석하였다.
대한민국 정부 수립 이후에는 국회사무총장, 총무처장, 주 프랑스 공사, 동국대학교 대학원장 겸 부총장을 역임하였다. 1954년 5월 18일 귀국하였으나, 1955년 11월이 되도록 주프랑스 공사 해임발령이 나지 않고 있었다.
1960년 11월 17일경, 외무부 소식통에 의하여 서독 주재 대사에 당시 동국대학교 부총장 전규홍 박사가 임명될 것이라는 점이 보도되었다. 전씨에 대한 아그레망이 이미 서독정부의 승인을 얻어 대한민국 정부에 회송되었었다. 대한민국 정부는 1960년 11월 21일 공석 중이던 서독의 대명전권대사로 전규홍을 임명 발령하였다. 전규홍의 취임선서 및 신임장 수여식이 1960년 11월 24일 상오 9시에 경무대에서 거행되었다.
전규홍 박사 부처(夫妻)는 1960년 11월 24일 하오 4시, CAT편으로 부임차 한국을 떠났다. 전대사는 출발에 앞서 기자들에게 "외자도입법에 입각한 서독의 투자를 가능케하기 위하여 우선 양국간의 우호적 통상조약을 맺도록 노력하겠다"고 말하였다. 그는 부흥개발에 긴급히 요청되는 기술도입문제도 서독 정부와 협의를 할 것이라고 말하였다. 1961년 2월 초, 콘라트 아데나워 서독 수상은 전규홍 서독 대사와의 회견을 통하여 "서독정부는 한국의 경제발전을 위해 적극적으로 도와줄 용의가 있음"을 표명하여 왔다.
전규홍은 1961년 4월, 세네갈 공화국 독립경축식에 정부특사로 참석하였다. 세네갈 정부는 한국 사절들에게 극히 우호적인 태도와 심심한 사의를 표하였다. 대사직 이임 예정이던 전규홍 대사는 1961년 6월 29일 콘라트 아데나워 서독 수상을 방문하였다.
최경록, 강문봉, 전규홍, 이철승, 양일동 및 전 주미 대사관 참사관 부인들은 1963년 3월 21일, 미국 대통령 관저 앞에서 "군대는 정치에 간섭하지 말라", "박정희군사독재타도", "한국인은 군부정치를 원치 않는다", "한국인은 진정한 민주주의를 지지한다" 등의 플래카드를 들고 박정희 장군의 군정연장제안에 반대하는 시위를 벌였다.

## 기타
맏딸 전영숙(全榮淑)은 1953년 남대문국민학교를 졸업, 아버지를 따라 파리를 거쳐 스위스 취리히 근처의 세인츠 갈 음악대학에서 음악을 전공. 1960년 유도2단인 오빠의 소개로 훈거 뷰러 스위스유도연맹회장과 결혼했다.